# An Orphan's Cry
An Orphan's Cry (xinès simplificat: 孤雏悲声) Pel·lícula muda xinesa de l'any 1925, amb intertítols en xinès i anglès. Producida per Southern Star Film Company i dirigida per l´actriu i  directora Xie Caizhen.

## La directora
De Xie Caizhen no es coneixen dades personals, com la data i lloc de naixement o mort. Només s'ha publicat que el seu germà Xie Yunqing (谢云卿), nascut l'any 1906, que va treballar en aquerta pel·lícula, va tenir una prolífica carrera d'actor. Com actriu, la seva trajectòria abasta els anys 1920-1930, és a dir, el gran període del cinema mut xinès. Va treballar per primera vegada a la Societat de Teatre d'Ombres de Shanghai (上海影戏公司), fundada el 1920 pel director Dan Duyu (但杜宇).

## Estil i realització
El film és un melodrama familiar que planteja una visió de la vida de les dones de la classe treballadora de l'època. Es va estrenar al Victoria Theatre de Shanghai el 19 de desembre de 1925. L'estrena de la pel·lícula, va generar molta expectació i un gran èxit, en part pel fet que Xie era una dona i per una altra per la complexitat de la història. Els diaris locals van informar que la pel·lícula va romandre als cinemes durant vuit dies a causa de la gran demanda (la durada mitjana d'una pel·lícula a les sales era de tres o quatre dies en aquell moment) i tenia un rècord de taquilla força important.
El 20 de setembre de 1925, un periodista anomenat Hong va descriure l'escena més gran de la pel·lícula, que implicava quaranta o cinquanta extres que interpretaven convidats al banquet d'un home ric. Segons els informes, Yonglan dirigia els actors i tots els empleats de la productora hi estaven presents.

## Estrena
Un breu article al diari  "Shenbao" el 19 de desembre de 1925 va anunciar que "An Orphan's Cry s'estrenarà al Victory Theatre" l'endemà. Una setmana més tard, el crític anomenat Aiyun va escriure un informe relativament detallat sobre la reacció de l'audiència a la primera projecció pública: "L'estrena va ser al Teatre Victòria amb una assistència considerable. El 20-30% del públic estava format per senyors, dames i nens estrangers, cosa que reflectia l'atracció de la pel·lícula. Crec que aquesta pel·lícula reflecteix la lluita realista a la vida. Té una estructura ajustada i l'edició estava ben feta. Sense una excel·lent actuació de Xie Caizhen i Xiang Yingying, però, aquesta pel·lícula no seria interessant."
El desembre del mateix any, el film es va projectar als teatres Victòria i Empire durant vuit dies i va tenir un rècord de taquilla força impressionant per l'època; A mitjans de la dècada de 1920, la durada mitjana d'una pel·lícula a grans sales com Victoria i Empire era de tres a cinc dies, de manera que vuit dies es consideraven un gran èxit.

## Trama
A causa de la instigació de la seva madrastra, Liu Mingtang es va barallar amb el seu pare i va fugir de casa. He Dacheng, el germà de la madrastra, va controlar les finances de la fàbrica de la família Liu i va fugir amb els diners quan el pare de Liu estava revisant els comptes. En aquest moment, Mingtang treballava en una fàbrica de lactis, i ell i el seu bon amic Yucheng van rescatar Baozhen, una noia que va caure a l'aigua. Mingtang i Baozhen es va casar i van tenia una filla i un fill. A causa de l'excés de treball, Mingtang i Baozhen van morir un rera l'altra. La filla gran Xuezhen va haver de treballar per mantenir la família. Un dia desprès  de sortir de la feina, Xuezhen va ser assetjat per un canalla i va ser rescatat per Yucheng. Yucheng treballava per a la família Liu, i així va ser com va arribar a veure el seu avi. En aquest moment, la madrastra de Mingtang havia mort, i finalment l'avi i el net es van reunir.

## Repartiment
Les actrius principals van ser la mateixa Xie Caizhen i Zhu Xueqin, mentre que el protagonista masculí era Xie Yonglan (també conegut com Xie Yunqing), germà de la directora.